# Флавій Афраній Сіагрій
Флавій Афраній Сіагрій (*Flavius Afranius Syagrius, д/н —після 382) — державний діяч часів пізньої Римської імперії. Не слід плутати з Флавієм Сіагрієм, братом Елії Флацилли.

## Життєпис
Походив зі знатного роду Афраніїв-Сіагріїв з Лугдунської Галлії. Його предки мали значні земельні володіння в області племені едуїв. Син Клодорея Афранія. Отримав когномен Сіагрій, що перекладається як «дикий кабан». Розпочав службу при дворі імператора Валентинаіна I.
379 року призначений magister memoriae при імператорові Граціані. 380 року останній призначив Сіагрія префектом преторія Галлії. Брав участь у кампанії проти алеманів, перебував в ставці в Трірі.
381 року призначено міським префектом Риму. 382 року стає консулом (спільно з Флавієм Клавдієм Антонієм. Подальша діяльність не відома.
Його поховали в Лугдунумі, під пам'ятником біля міських воріт, а також встановлена його статуя.

## Творчість
Відомий своїм листуванням з відомим поетом Децимом Авсонієм та письменником Квінтом Аврелієм Сіммахом, які відзначали чималі літературні та риторські здібності Афранія Сіагрія. Останнього з повагою також згадував Сідоній Аполлінарій.

## Родина
- Афраній Сіагрій, батько Егідія Афранія Сіагрія
- донька, що стала матір'ю Тонантія Ферреола[ru], преторіанського префекта Галлії